# Mike E. Clark's Extra Pop Emporium
Mike E. Clark's Extra Pop Emporium è un album remix del gruppo Insane Clown Posse prodotto da Mike E. Clark.

## Tracce
1. Traveling Circus
2. Chris Benoit (feat. Ice Cube & Scarface)
3. When I'm Clownin (feat. Kreayshawn)
4. Lost in the Music (feat. Swollen Members)
5. Up Ya Ass
6. Ghetto Rainbows (feat. Color Me Badd)
7. Birfday Party
8. Scrubstitute Teachers (feat. Twiztid & Willie D)
9. Playin' in the Woods
10. Pass It to the Sky (feat. Kottonmouth Kings)
11. Shugston Brooks 1959–2004
12. Night of the Chainsaw (feat. Three 6 Mafia)
13. Forever (feat. Geto Boys)
14. Untitled (feat. Blaze Ya Dead Homie & Jamie Madrox)